# النظارة المؤسسية على الوقف
النظارة المؤسسية على الوقف هي جهة مكلفة قانوناً بالتسيير المباشر للملك الوقفي، معترف لها بشخصية قانونية وذمة مالية مستقلتين، وتهدف النظارة المؤسسية للوقف إلى استمرار مسيرة الخير كي ينعم المحتاجون بثمار ما يحبسه القادرون، ولكي تكون المؤسسات والهيئات التي يسند إليها القيام بأعمال ‌النظارة على الأوقاف وإداراتها ذات شخصية اعتبارية لابد من أن يتوفر فيها ذمة مالية منفصلة، والأهلية القانونية، إن حجم الأوقاف الخيرية الذي نما بشكل ملحوظ، والمشكلات الإدارية المتعلقة بنشاط النظارة وفسادهم وخراب ذممهم، وعدم أهلية بعضهم، قد زاد من أهمية النظارة المؤسسية.
التعريف الإفرادي:
النظارة: جمعه نَظَّارة ونُظَّار، وهي إجراء تصرفات تحقق الغبطة والمصلحة لعين الوقف وإيراده، وذلك بحفظه وإيجاره وتنميته وإصلاحه والمخاصمة فيه وصرف غلته، وفقاً لشرط الواقف.
المؤسسية: اسم مؤنَّث منسوب إلى مُؤسَّسة، وهي الهيمنة التدريجية لمؤسّسات الاستثمار على الأسواق المالية.
التعريف المركب:
النظارة المؤسسية: هي الهيئة أو التنظيم المكلف قانونا بالتسيير المباشر للملك الوقفي، معترف لها بشخصية قانونية وذمة مالية مستقلتين.

## أهداف نظارة المؤسسات
استمرار مسيرة الخير لينعم المحتاجون بثمار ما يحبسه القادرون، وفي ضوء ما أسفر عنه التطور المعاصر، وما أصبحت تمثله من أهمية بارزة في حياة الفرد والمجتمع برزت الحاجة إلى أن يواكب ذلك التطور تغيير في النظام الذي يتولى إدارته وذلك من خلال الانتقال إلى النظام المؤسسي وإسناد النظر على الوقف إلى مؤسسات متخصصة تسعى للارتقاء بدور الوقف بما يحقق المعنى الحقيقي لما قصده الشارع الحكيم.
والدولة من الشخصيات الاعتبارية العامة، ولا خلاف بين الفقهاء في ثبوت ولايتها على الأوقاف وأن لها أن تستنيب فيما تراه من أمور الوقف.
وبيَّن بعض الفقهاء أن الواقف إذا لم يعين ناظرًا أو عينه ثم مات، فإن القاضي يقوم بتعيين القيم ليتولى أمر الأوقاف ويفوض إليه التصرُّف في مال الوقف حسب الأحكام الشرعية.

## مواصفات مؤسسات النظارة
ولأجل أن تكون المؤسسات والهيئات التي يسند إليها القيام بأعمال ‌النظارة على الأوقاف وإداراتها ذات شخصية اعتبارية لابد من توافر ما يأتي:
- عنصر موضوعي: وهو وجود جماعة من الأشخاص يقصدون إدارة أموال الوقف والنظارة عليها.
- عنصر شكلي: هو اعتراف القانون لهذه المجموعة بالشخصية الاعتبارية، إما اعترافًا عاماً عندما تُكتسب بقوة القانون، أو خاصًّا من خلال اتخاذ الإجراءات اللازمة لحصول اعتراف النظام بالشخصية الاعتبارية لهذه المجموعة[20]، وتتمتع المؤسسة التي تقوم بإدارة الوقف بمجرد اكتسابها الشخصية الاعتبارية بالخصائص الآتية:[21]

1. ذمة مالية منفصلة ومستقلة عن ذمَّة الأشخاص المكونين لها.
2. الأهلية القانونية، لكي تستطيع مباشرة نشاطها وما يقتضيه ذلك من الإقرار لها بحق التقاضي.
3. جنسية المؤسسة إذ لا بد أن يكون لها جنسية تربطها بدولة ما.
4. اسم خاص لهذه ‌المؤسسية تميزها عن غيرها من الأشخاص الاعتبارية.[9]

## مهام النظارة المؤسسية ومسؤولياتها

### أولاً: اختيار وتعيين الإدارة التنفيذية في نظارة مؤسسة الوقف
1. يتم تحديد عدد المناصـب في الإدارة التنفيذيـة التـي تحتاجهـا المؤسسة ومسمياتها الوظيفية، مع تحديد المـؤهلات المطلوبـة، والمهـارات المتوقعـة، وترشيحهم من خلال اللجنة المختصة في المجلس (لجنة الترشيحات).
2. يتم اختيار الإدارة التنفيذية وفقاً لأفضل المعـايير، وبحـسب نظام الجدارة، وبما يحقق التنافسية، وبعيداً عن المحسوبية.[22]

### ثانياً: مسؤوليات الإدارة التنفيذية في نظارة مؤسسة الوقف
1. اقتراح استراتيجيات عمل المؤسسة وخططهـا وسياسـاتها في مجال استثمار أعيـان الوقـف وصرف الريـع، والمجـالات الإداريـة والماليـة المـساندة والداعمة لأنشطة المؤسسة، لاعتمادها من قبل المجلس.
2. الالتزام بتنفيـذ اسـتراتيجية المؤسـسة، والخطـط التنفيذيـة، والسياسات والقرارات المعتمدة من قبل المجلس فيما يتعلق بمختلف أنشطة المؤسـسة وعملياتها، ووضع الآليات المناسبة للتحقق من الالتزام بتطبيق هذه السياسات.
3. تزويد المجلس بتقارير ماليـة وإداريـة منتظمـة حـول تطبيـق السياسات والقرارات المعتمدة، وسير نشاط المؤسسة ونتائج عملياتهـا، مـع مقارنـة معدلات الأداء الفعلي بمعدلات الأداء المستهدفة، وتحديـد الانحرافـات وأسـبابها، وتقديم أي مقترحات لازمة لتحسين الأداء.
4. إعـداد سياسـات عمـل وإجـراءات مقننـة لكافـة الأنـشطة والأعمال التي تقوم بها المؤسسة، واقتراح الـصلاحيات والمـسؤوليات وإقرارهـا مـن المجلس.
5. اقتراح هيكل تنظيمي مناسب ومراجعته كل سـنتين أو عنـد الحاجة، ورفع التوصيات للمجلس لاتخاذ ما يراه بهذا الشأن.[22]

### ثالثاً: مسؤولياتها تجاه تأسيس وإنشاء المشاريع الوقفية المنفذة
1. تنظيم العلاقة مـع المـشاريع التـي تؤسـس لأغـراض تنفيـذ نشاطات المؤسسة بالتعاون مع جهات أخرى، سـواء كانـت مـشاريع تنفـذ محليـاً أو خارجياً.
2. اقتراح وتحديد الصلاحيات والمسؤوليات المناطة بالمشاريع، وحدود العلاقة بالمجلس والإدارة التنفيذية واللوائح المالية والإدارية المنظمـة لأعـمال المشاريع الوقفية، و تطابقها للوائح المؤسسة والأحكام الشرعية، واقتراح المزايا المادية والتعويضات للمـسؤول المبـاشر للمـشروع، والعـرض عـلى المجلس للاعتماد.
3. تحديد الميزانية التقديرية وخطة العمـل للمـشاريع، وضـمان اتساقها مع استراتيجية المؤسسة ورؤيتها، والخطة العامة للمؤسسة، وترفع للمجلس لإقرارها.
4. تحديد طبيعة وهدف التقارير المطلوبة من المشاريع ودوريتهـا وآلية اعتمادها، والجهات المخولة بالاطلاع عليها، والجهات المقدمة لها.
5. تحديد مـؤشرات قيـاس لأداء المـشاريع تتـسق مـع أهـداف المؤسسة واستراتيجيتها، وتـسهم بـشكل فعـال في تحقيـق مقاصـد الـواقفين وتنفيـذ شروطهم، وتوحيد أسلوب عرض المعلومات المتعلقة بأداء المـشاريع، وجعلهـا في قائمة موحدة تعرض على المجلس.
6. تحديد الخبرة والمهارة للمرشح في المسؤوليات المناطة بـه تجـاه المؤسسة، وتحديد التدريب المناسب للمرشحين.
7. تخضع المشاريع لإشراف الإدارة ومتابعتها مـن خلال الزيارات الميدانية، والتدقيق الداخلي والخارجي من خلال مكتب تدقيق حسابات، وترفع نتائج للمجلس.
8. إعلام المجلس بأية تغييرات جوهرية لهيكل المشاريع، أو الهيكل الإداري التي تؤثر جوهرياً في حوكمتها أو الاتجاه التشغيلي.
9. تحدد إحدى لجان المجلس بمتابعة أهداف المشروع أو مجالات عملها، وتقوم لجنة المخاطر التابعة للمجلس بمتابعة تقيد المشروع بحـدود المخـاطر المعتمدة.[22]

### رابعاً: مسؤوليات الإدارة التنفيذية تجاه العاملين بالمؤسسات الوقفية
1. إدارة العمل اليومي، وتسيير أنشطة المؤسسة، بالتنسيق مـع الأجهزة الرسمية والشعبية في إقامة المـشروعات والـبرامج، بـما يتـيح إدارة الأمـوال الوقفية وفق مصارفها، وتحقيق شروط الواقفين، والعمل على تعظيم عوائد الاستثمار، وتقليل المصاريف، والمحافظة على الأصول الوقفية وتنميتها وصيانتها.
2. وضع نظام محاسبي مـالي شـامل مـرتبط مـع الأنظمـة الأخرى لكافة عمليات المؤسسة المالية والقانونية والمحاسبية، والمتعلقة بذمة كل وقف على حدة، وإثبات كل ما يتعلق بحـسابات الـواقفين مـن رأس المـال، ومـصروفات وإيرادات كل وقف تبعاً لمصارفه وشروطه، وإعـداد الميزانيـات التقديريـة الـسنوية، والحسابات الختامية المرحلية والسنوية لأعمال المؤسـسة ونـشاطاتها واعـتمادهم مـن المجلس.
3. تطوير أداء عمليات المؤسسة ونشاطاتها، من خلال استخدام الأنظمة الآلية، وتطوير نظم المعلومات والتكنولوجيا لضمان سرعة العمل ودقته.
4. إيجاد موقع إلكتروني يمكن العاملين والمتـأثرين مـن مؤسسة الوقف من الحـصول عـلى المعلومـات بـأي وقـت ومـن أي مكـان، ويحقـق التواصل المستمر معهم.
5. دعـم وتعزيـز دور التـدقيق الـداخلي، والعمـل عـلى تـلافي الملاحظات والانحرافات السلبية، ومعالجتها بما يحقق الالتـزام بـالنظم والإجـراءات والسياسات المعتمدة.
6. متابعة تنفيذ الخطط التنفيذية للإدارات والوحدات التنظيمية، وتقويم الأعمال وأداء العاملين بـشكل دوري، وتطـوير العـاملين وتـأهيلهم لمواكبـة التطور الحديث في نظم الإدارة، وتدريبهم في المجالات الرئيـسية لعمليـات مؤسـسة الوقف في الجوانـب الاستثماريــة والقانونيـة والماليـة والـشرعية لأحكـام معـاملات الوقف.[22]

### خامساً: تقويم كفاءة الإدارة التنفيذية
1. تقويم أعمال الإدارة التنفيذية مرة واحدة في السنة على الأقل، ويتم تقويم أعمالها بكل حيادية ووضوح.
2. تتم المراجعة نصف السنوية لأعمال الإدارة التنفيذية، وقياس كفاءة أدائهم مقارنة بالأعمال المناطة بهم من خلال تقارير الإنجاز التي تقدم منهم.
3. التواصل المباشر دورياً بين رئيس وأعضاء المجلس مع الإدارة التنفيذية، للتعرف على آرائهم ومقترحاتهم.
4. منح المكافآت والحوافز للإدارة التنفيذيـة يكـون وفـق نظـام ومعايير معتمدة من المجلس، وتتلاءم مع حجم المؤسسة ودرجة المخـاطر، وتـرتبط بمعدلات الأداء، وتتناسب مع خبرات ومـؤهلات العـاملين مـع الالتـزام بـضوابط الأحكام الشرعية في أجرة الناظر.[22]

## شروط النظارة المؤسسية
يشترط الواقف أن يكون هو الناظر ما دام حيًّا، ثم أرشد أولاده، أو شخص معين، أو جهة فلانية، وكذلك شروطه الخاصة بتصرف الناظر في الوقف من حيث الاستعمال والاستغلال، أو التصرف في ريع الوقف، أو إصدار القرارات التي تصدر منه، حيث اتفق الفقهاء على أنه يتبع شروط الواقف في النظر إلى الوقف ما دام الشرط صحيحًا، لأن الخليفة الثاني عمر رضي الله عنه جعل وقفه إلى ابنته حفصة تليه ما عاشت، ثم إلى ذوي الرأي من أهلها، قال ابن قدامة ولأن مصرف الوقف يتبع فيه شرط الواقف، فكذلك الناظر فيه.

## أسباب تحول النظارة من الفردية إلى المؤسسية
يمكننا إجمال المشاكل والعوامل التي أدت على التحول الإداري التدريجي في الفكر الوقفي من النمط الفردي العائلي إلى النظام الجماعي (الإدارة المؤسسية للوقف) بما يلي:
1. حجم الأوقاف الخيرية الذي نما بشكل ملحوظ قد أثار حفيظة المؤسسات الحكومية.
2. ظهور المشكلات المتعلقة بأوقاف الأفراد والسلاطين والتي كانت معظمها سبباً مباشراً في تدخل الحكام والولاة.
3. المشكلات الإدارية المتعلقة بنشاط النظارة وفسادهم وخراب ذممهم وعدم أهلية بعضهم.
4. نتيجة لعدم توثيق الأوقاف ظهرت أوقاف من غير نظار يقومون بإدارتها بعد وفاة أصحاب هذه الأوقاف ووفاة مستحقيها، وهو الأمر الذي دعا الى هيئة تقوم على أمر الإشراف وإدارة هذه الأوقاف.
5. ظهور حالات اغتصاب وسطو على الأوقاف في بعض البلاد.[10]

## الحاجة إلى النظارة المؤسسية
بالنظر إلى التطور الهائل الذي عرفته البشريـة في مختلف المجالات، فإنه من المناسب إعادة النظر في النظارة الفردية (أي التي تسند إلى الأشخاص)، فإن كان من شروط صحة الوقف التأبيد كما هو الحال عند الأحناف، فإن أفضل صيغة لإدارة شئونه هو"المؤسسة" لأنها تتصف بالديمومة والاستمرارية بخلاف الأشخاص الذين يزولون بزوال الأعمار، ثم أن العصر الذي نعيش فيه هو عصر المؤسسات، فما اتصل بها دام وازدهر وما انفصل عنها زال وانقطع، فكم من وقف انقطعت صلته وزال بزوال النظار أو المستفيدين.
وأن من ميزات "مؤسسة النظارة" إمكانية إدارة الممتلكات الوقفية وما تدره من ريع بما يخدم الأغراض التنموية حسب الظرف الذي تعيشه كل دولة، فمثلاً قد يكون من المجدي توجيه جزء كبير من الموارد الوقفية إلى التعليم في حالة تدني نسبة المتعلمين وعجز الدولة عن توفير مقاعد دراسية أو تخصيصها في قطاعات أخرى، معنى ذلك أن "مؤسسة النظارة " ستشكل آلية مناسبة في يد السلطات العمومية لاستخدام الأموال الوقفية استخداماً عقلانياً لا تضارب فيه مع السياسة المالية العامة للدولة، وهذا لا يعني بأي حال من الأحوال ترك المجال مفتوحاً للناظر"المؤسسة"، يتصرف في أموال الوقف كيفما يشاء، بل يجب استحداث هيئات رقابية يشارك فيها الواقفون أو أولوا الرأي السديد والعقل الراجح من أبناء البلد.
وإن من شروط نجاح "النظارة المؤسيسة" الاهتمام بالعنصر البشري وتأهيله مهنياً وتزويدهم بأحدث الأساليب الإدارية، ويمكن ربط مكافآتهم بمدى تحقيقهم للأهداف المرجوة مما يشكل لديهم حافزاً قوياً للسعي المستمر نحو تحسين الأداء والمحافظة على الأعيان الموقوفة، فبدون هذه النقلة ستطفو من جديد أخطاء الماضي التي يجب أن نتفاداها لنكون أكثر فعالية في إحياء رسالة الوقف وفقاً لمتطلبات العصر ودون أن نسمح بضياع الممتلكات الوقفية كما حدث في الكثير من الدول الإسلامية.

## روابط خارجية
- قواعد حوكمة الوقف - نظارة مؤسسة الوقف أنموذجاً
- الشخصية الاعتبارية وأحكامها الفقهية في الدولة المعاصرة
- الولاية والنظارة المؤسسية على الوقف